# Eurihalí

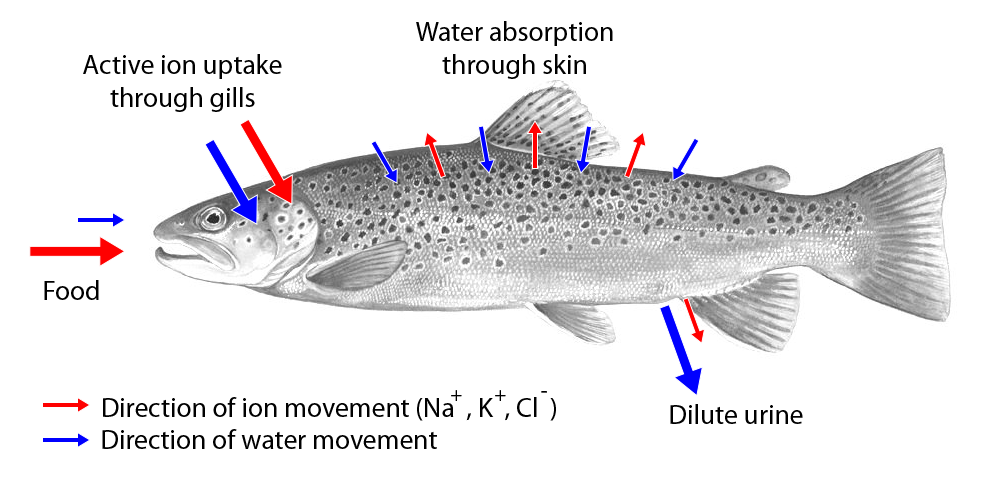
Diagrama mostrant el moviment d'aigua i ions en un peix d'aigua dolça.

Els organismes eurihalins són aquells éssers aquàtics que són capaços de viure en un ampli rang de concentració de sals sense que es vegi afectat el seu metabolisme. Utilitzen sistemes de regulació de la salinitat, com les glàndules lacrimals, les fosses nasals, etc. Intenten tenir una concentració salina similar a la del fluid (aigua).
Un exemple de peixos eurihalins són els salmons, que són capaços de viure al mar (mitjà amb una concentració salina molt elevada: 37 g de sal per litre d'aigua) i en l'aigua dolça d'un riu de muntanya, quan els remunten per fresar en les aigües netes i fredes. Altres organismes eurihalins són les anguiles i les artèmies.
El contrari dels organismes eurihalins són estenohalins que només poden sobreviure dins d'un estret rang de salinitats. La majoria dels organismes d'aigua dolça són estenohalins i moriran a l'aigua de mar i, de la mateixa manera, la majoria dels organismes marins tenen adaptació estenohalina i no poden viure en aigua dolça.

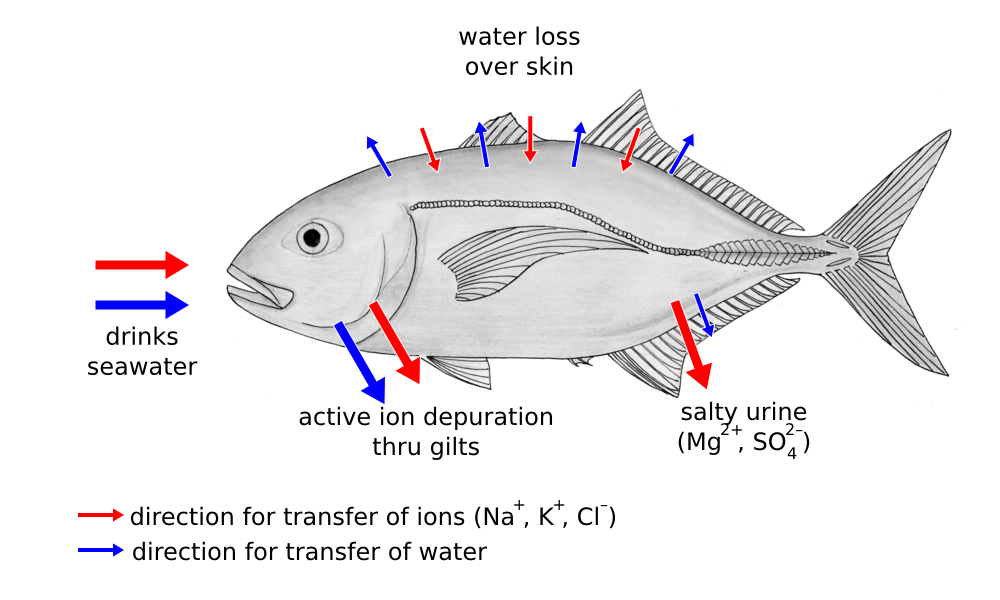
Diagrama mostrant el moviment d'aigua i ions en un peix d'aigua salada.

## Etimologia
El nom «eurihalí» és un compost modern format a partir de l'adjectiu grec εὐρύς (eurís = 'ample'), el substantiu grec ἅλς (hals = 'sal') i el sufix d'origen llatí «-í» ( del llatí -inus), que serveix per derivar adjectius.

## Osmoregulació
L'osmoregulació és el procés actiu mitjançant el qual un organisme manté el seu nivell de contingut d'aigua. La pressió osmòtica al cos es regula homeostàticament de manera que evita mantenir els fluids de l'organisme massa diluïts o massa concentrats. La pressió osmòtica és una mesura de la tendència de l'aigua a moure's en una solució d'una altra per osmosi.
Dos tipus principals d'osmoregulació biològica són els osmoconformadors i osmoreguladors. Els osmoconformadors combinen activament o passivament la seva osmolaritat corporal amb el seu entorn. La majoria dels invertebrats marins són osmoconformadors, encara que la seva composició iònica pot ser diferent de la de l'aigua de mar.
Els osmoreguladors regulen la seva osmolaritat corporal, que sempre es manté constant i és més freqüent al regne animal. Els osmoreguladors controlen activament les concentracions de sal a pesar de les concentracions de sal a l'entorn. Un exemple és el peix d'aigua dolça. Les brànquies capturen activament sal de l'entorn mitjançant l'ús de cèl·lules riques en mitocondris. L'aigua es difondrà en el peix, de manera que excreta una orina molt hipotònica (diluïda) per expulsar tot l'excés d'aigua. Un peix marí té una concentració osmòtica interna inferior a la de l'aigua de mar que l'envolta, per la qual cosa tendeix a perdre aigua (a l'entorn més negatiu) i obtenir sal. Excreta activament la sal de les brànquies. La majoria dels peixos són estenohalins, la qual cosa significa que estan restringits a aigua salada o a aigua dolça i que no poden sobreviure en aigua amb una concentració de sal diferent del que estan adaptats. No obstant això, alguns peixos mostren una enorme capacitat d'osmoregular de manera efectiva a través d'un ampli ventall de salinitats; els peixos amb aquesta habilitat es coneixen com a espècies eurhalines, per exemple, salmó. S'ha observat que el salmó habita dos ambients totalment dispars: aigua marina i aigua fresca, i és inherent en ell adaptar-se tant per modificacions conductuals com per les fisiològiques.
Alguns peixos marins, com els taurons, han adoptat un mecanisme diferent i eficient per conservar l'aigua, és a dir, l'osmoregulació. Retenen la urea a la sang amb una concentració relativament superior. La urea danya el teixit viu, de manera que, per fer front a aquest problema, alguns peixos retenen òxid de trimetilamina. Això proporciona una millor solució a la toxicitat de la urea. Els taurons, que tenen una concentració de soluts lleugerament superior (és a dir, per sobre de 1000 mOsm que és la concentració de solut de mar), no beuen aigua com a peixos marins.

## Peixos eurihalins

Alguns peixos eurihalins
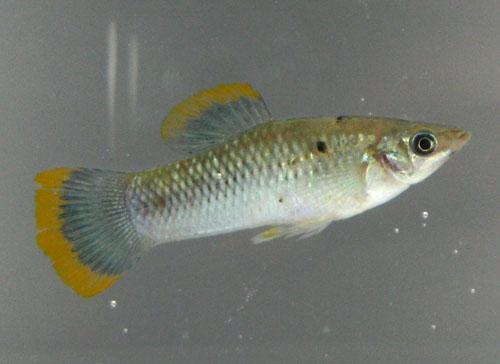
Poecilia sphenops
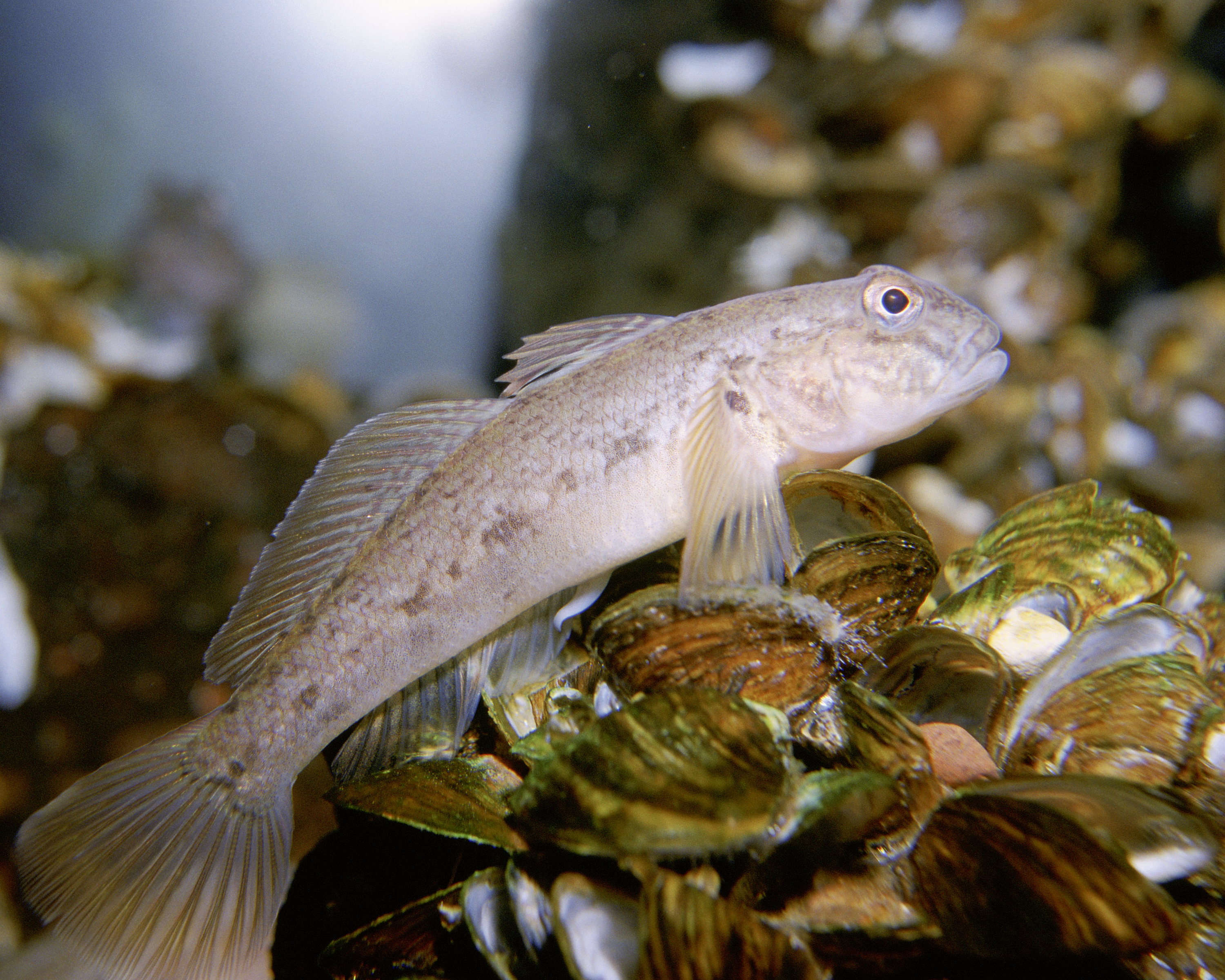
Neogobi melanòstom
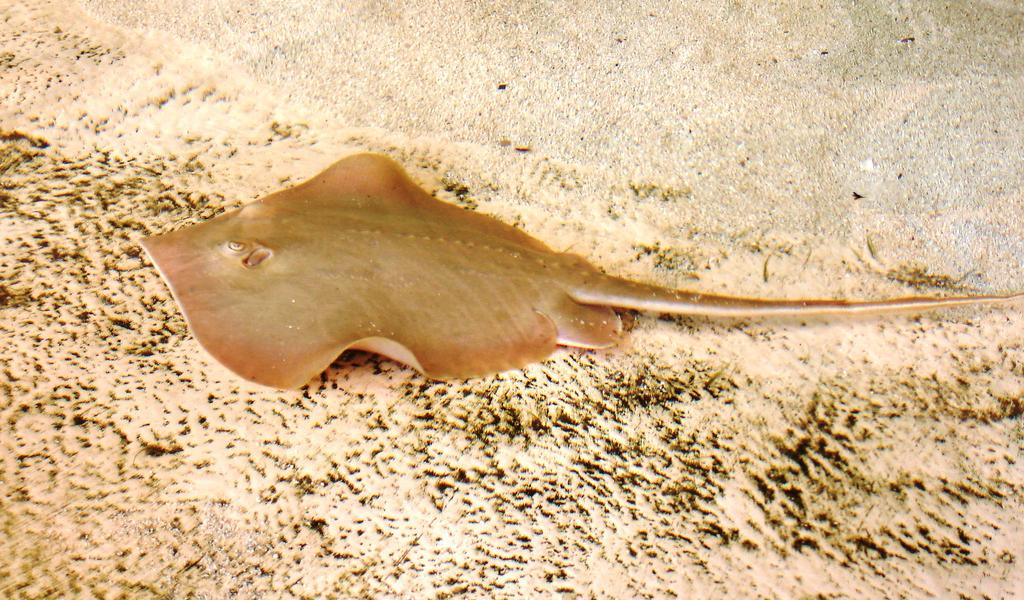
Dasyatis sabina
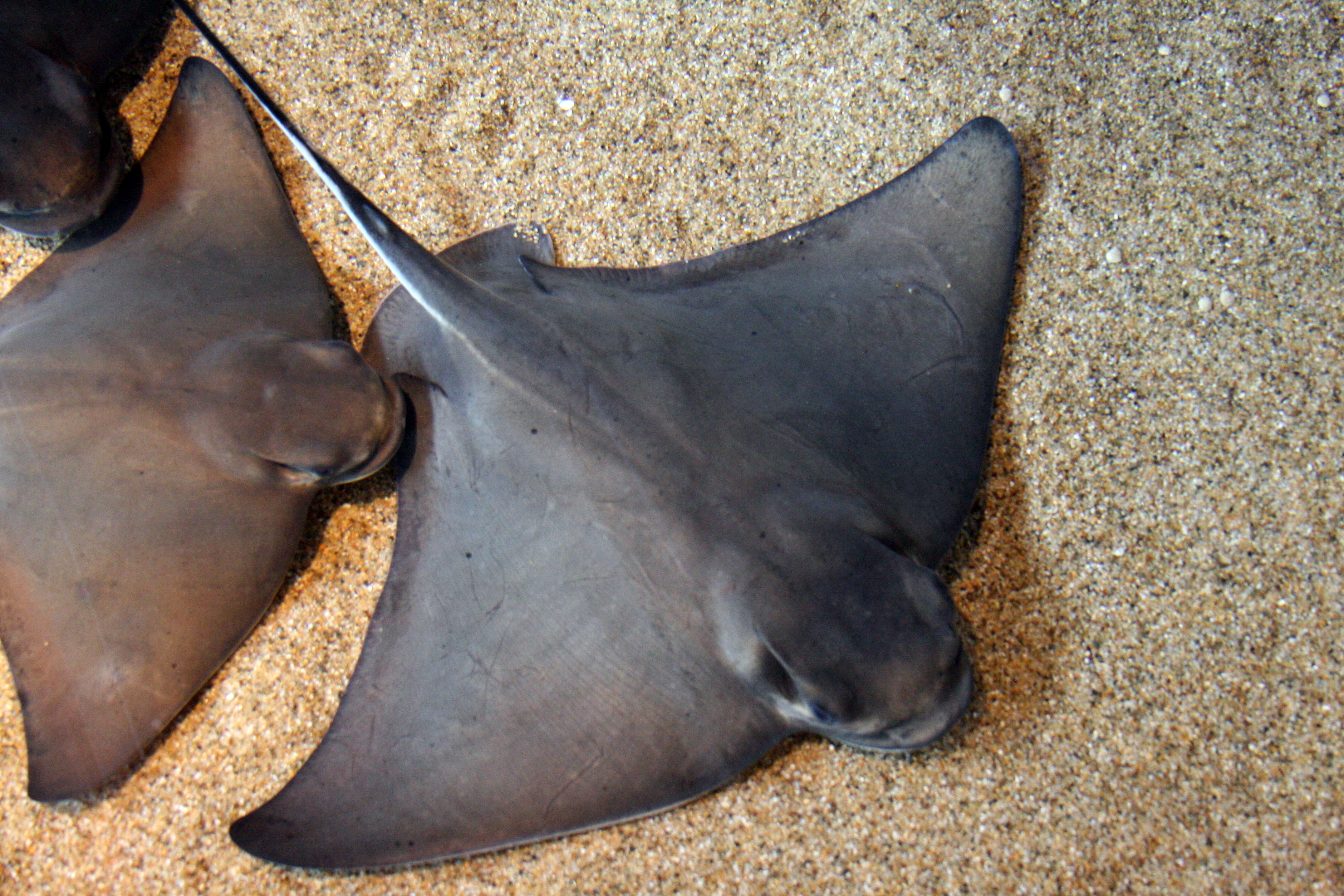
Milana de Califòrnia
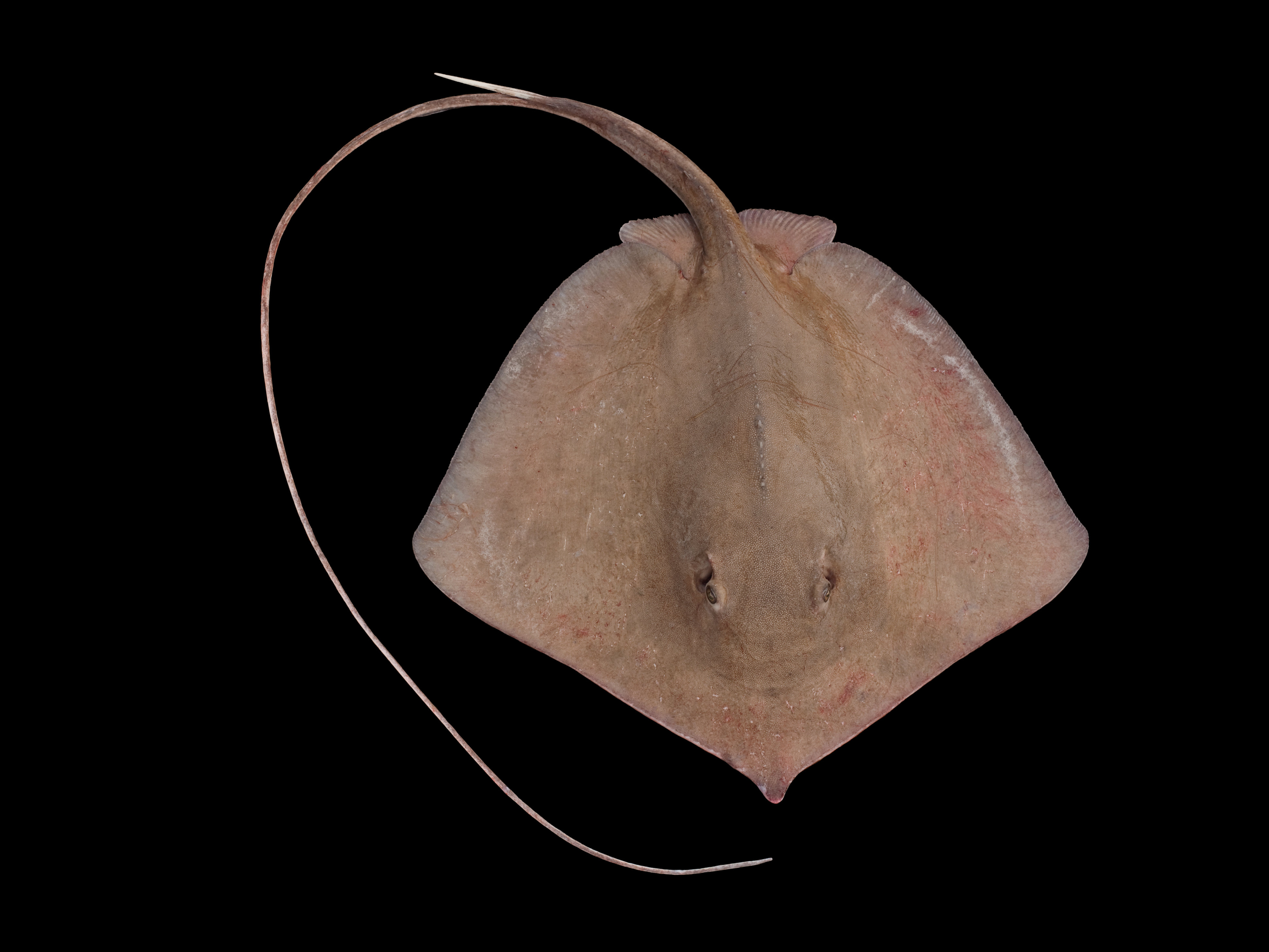
Dasyatis guttata
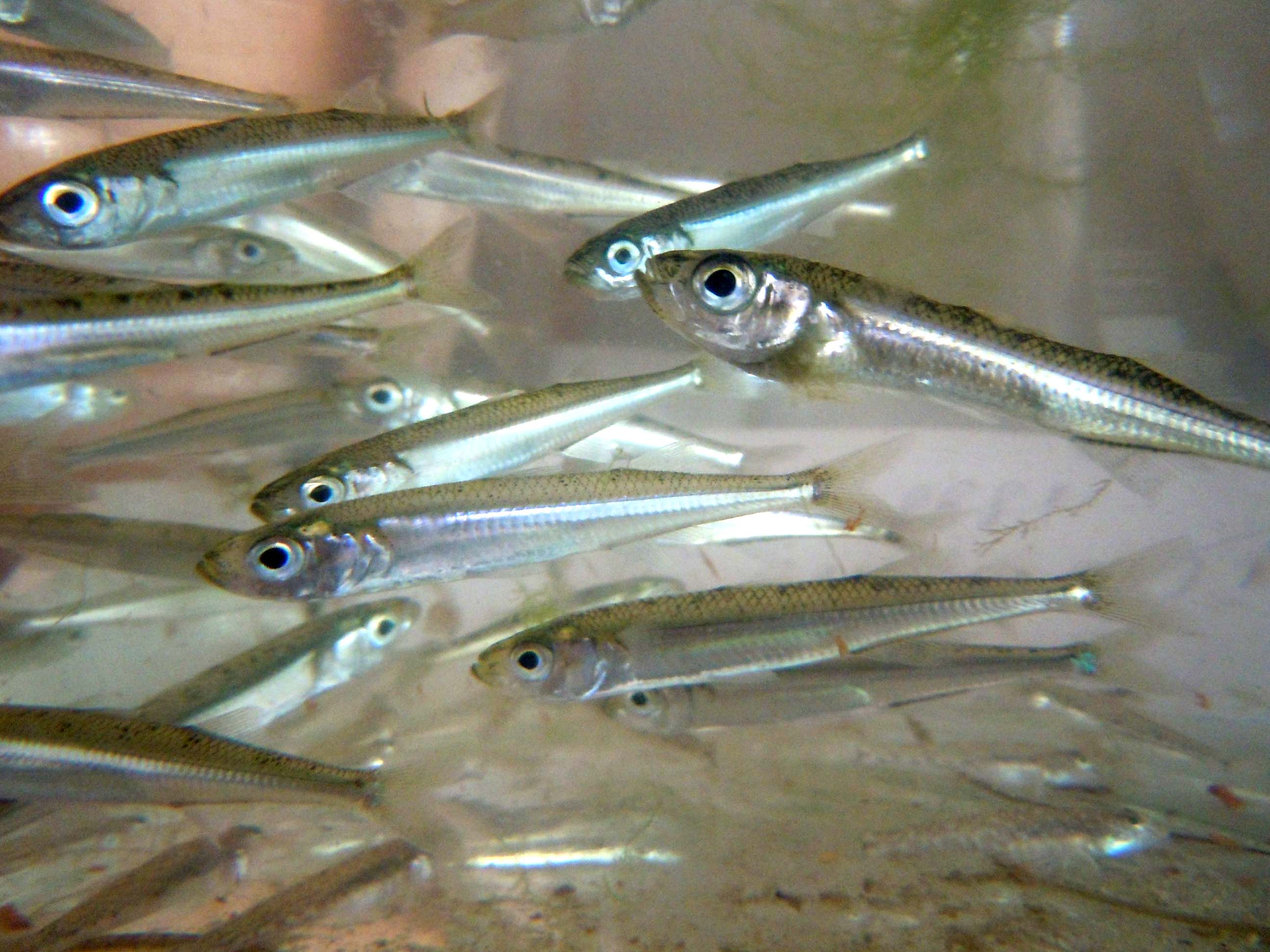
Joell
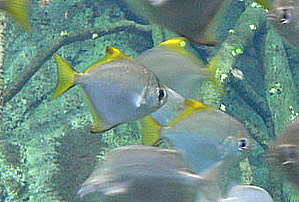
Monodactílids
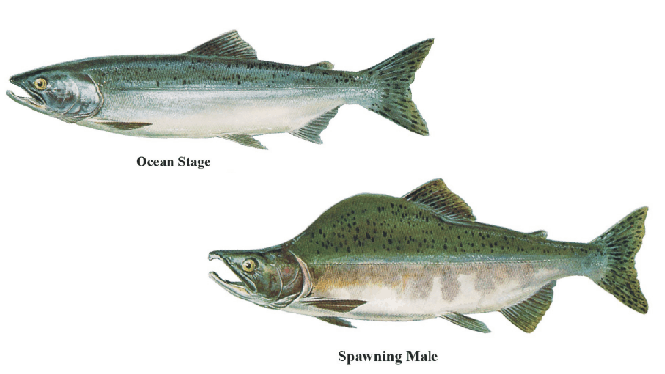
Salmó rosat del Pacífic
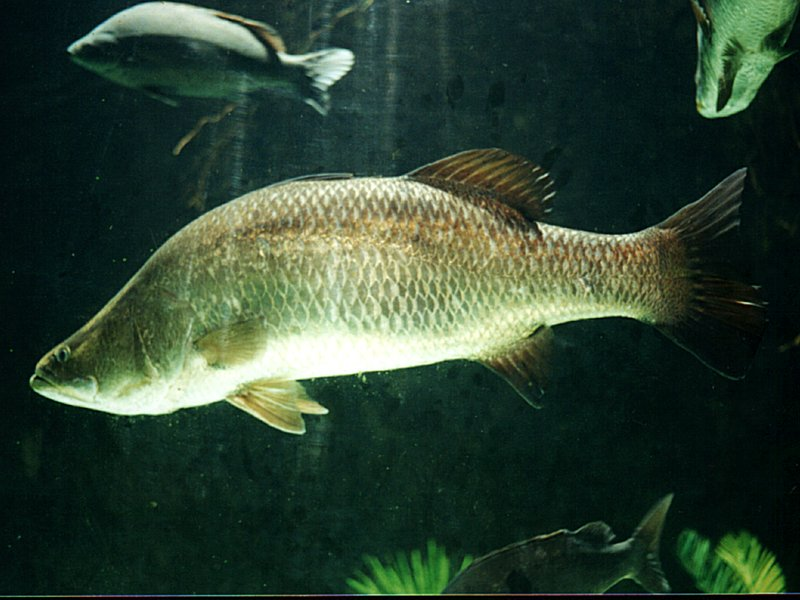
Lates calcarifer
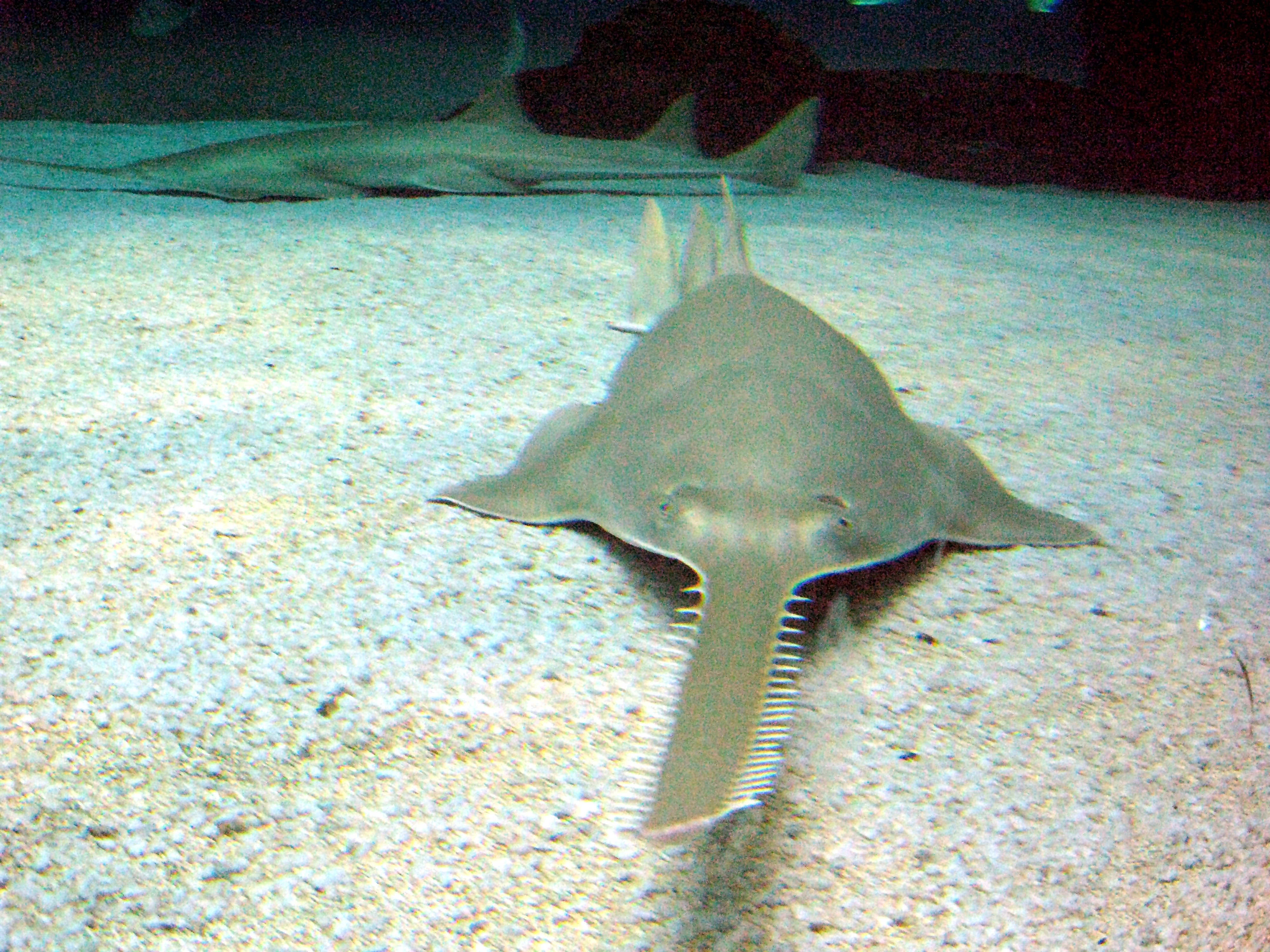
Pristis zijsron
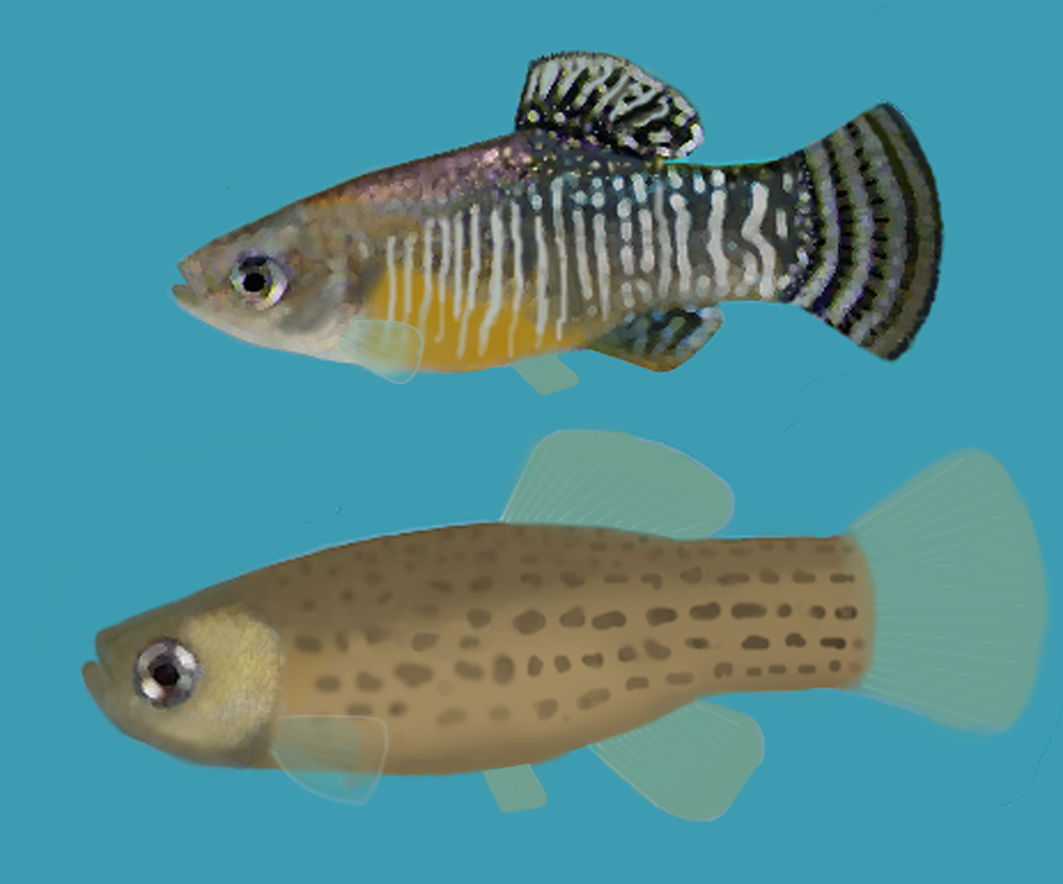
Fartets
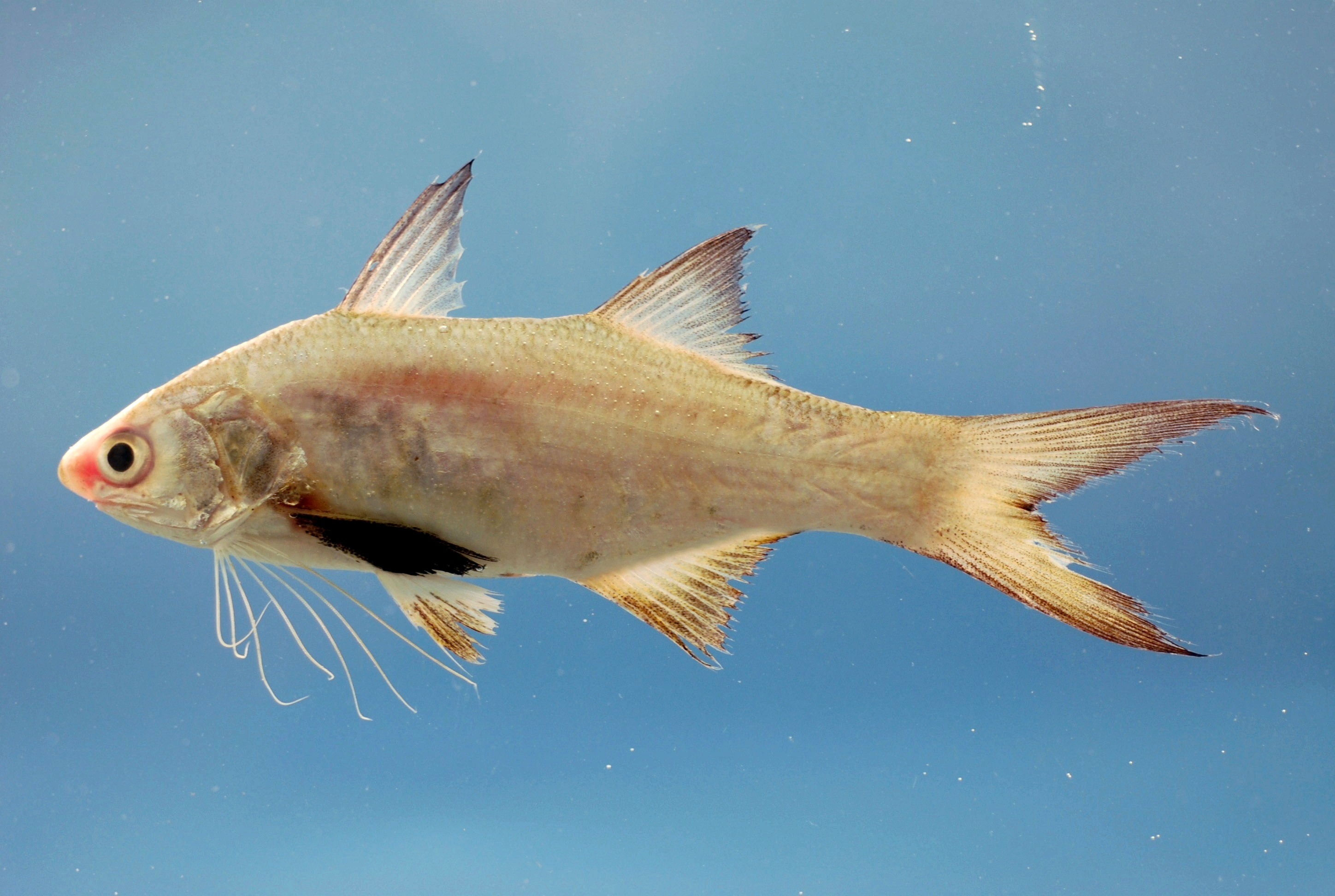
Polydactylus octonemus
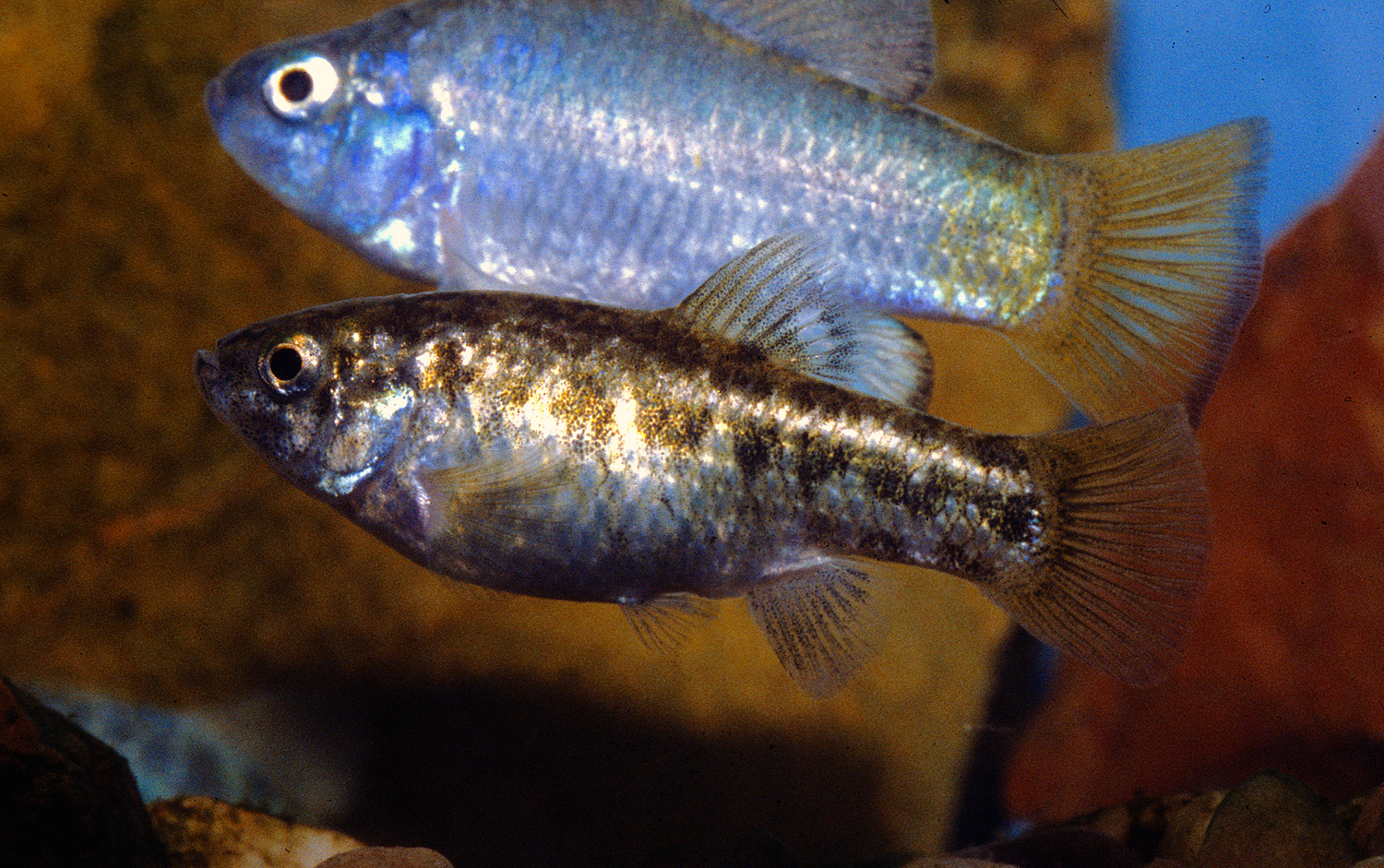
Cyprinodon macularius
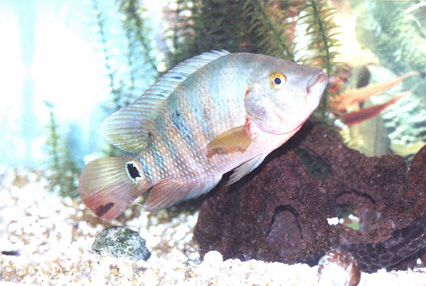
Cichlasoma urophthalmus
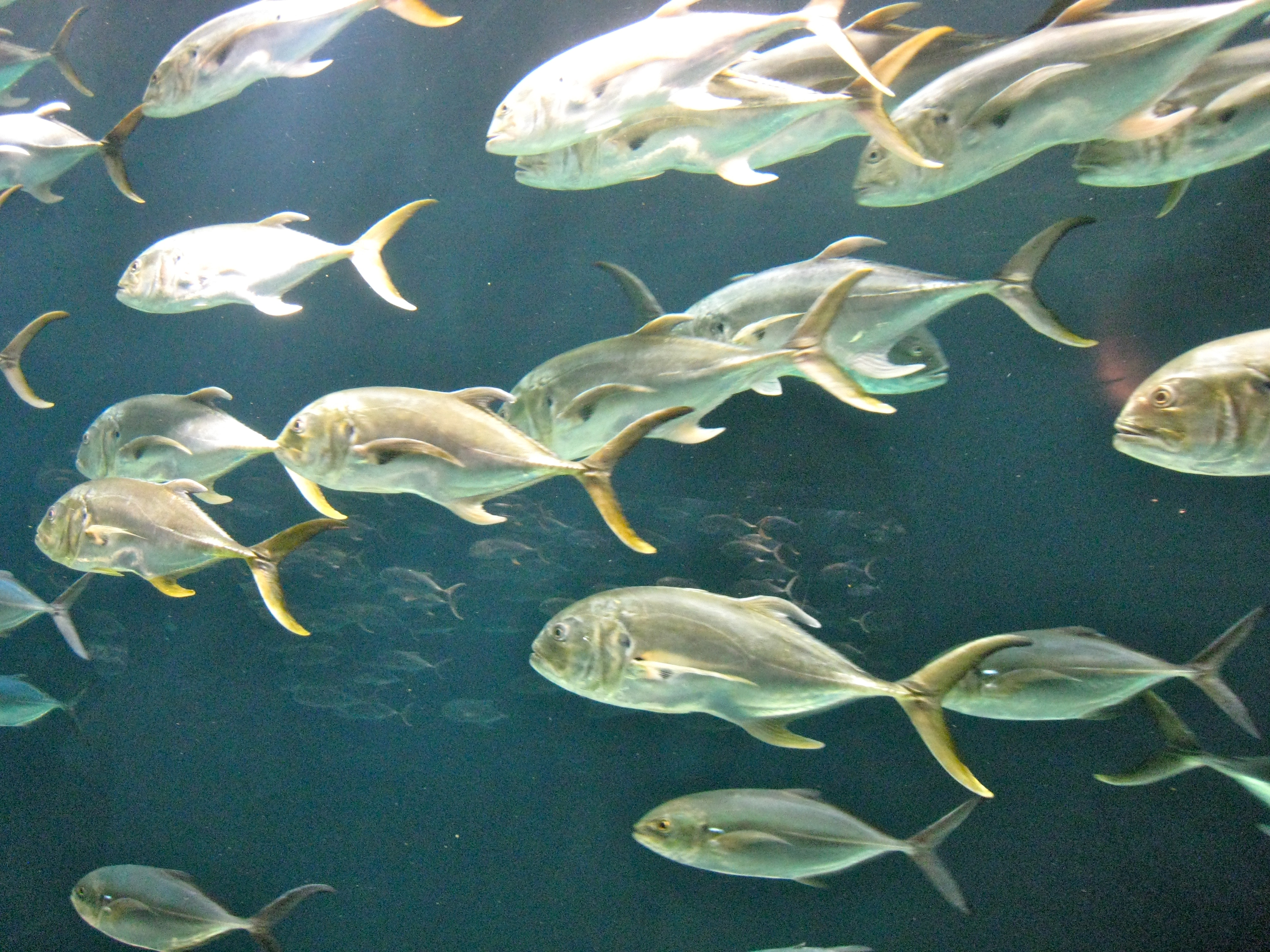
Sorella castanyola

El nivell de salinitat en zones intermarines també pot ser bastant variable. Les salinitats baixes poden ser causades per les aigües de pluja o les aigües de riu d'aigua dolça. Les espècies d'estuari han de ser especialment eurihalines, o bé poden tolerar una àmplia gamma de salinitats. Les salinitats altes es produeixen en llocs amb elevades taxes d'evaporació, com a maresmes salades i estanys intermareals elevats. L'ombrejat de les plantes, especialment a la marjal salada, pot disminuir l'evaporació i, per tant, millorar l'estrès de la salinitat. A més, les plantes de maresma salina toleren elevades salinitats mitjançant diversos mecanismes fisiològics, incloent l'excreció de la sal a través de glàndules salines i la prevenció de la captació de sal a les arrels.
Malgrat tenir una presència regular d'aigua dolça, la rajada nana (Dasyatis sabina-Família Diasàtids) és fisiològicament eurihalina i cap població ha evolucionat els mecanismes osmoregulatoris especialitzats que es troben en les rajades de la família Potamotrygonidae. Això pot ser degut a la data relativament recent de colonització d'aigua dolça (menys d'un milió d'anys), i / o possiblement aïllament genètic incomplet de les poblacions d'aigua dolça, ja que continuen sent capaços de sobreviure a l'aigua salada. Les rajades atlàntiques d'aigua dolça tenen només un 30-50% de la concentració d'urea i altres osmòlits en la sang en comparació de les poblacions marines. No obstant això, la pressió osmòtica entre els seus fluids interns i el seu medi extern encara fa que l'aigua es difongui en els seus cossos i hagin de produir grans quantitats d'orina diluïda (10 vegades la taxa dels individus marins) per compensar.